# Salina mulcahyae
Salina mulcahyae är en urinsektsart som beskrevs av Christiansen och Bellinger 1980. Salina mulcahyae ingår i släktet Salina och familjen Paronellidae. Inga underarter finns listade i Catalogue of Life.